# 變態莖

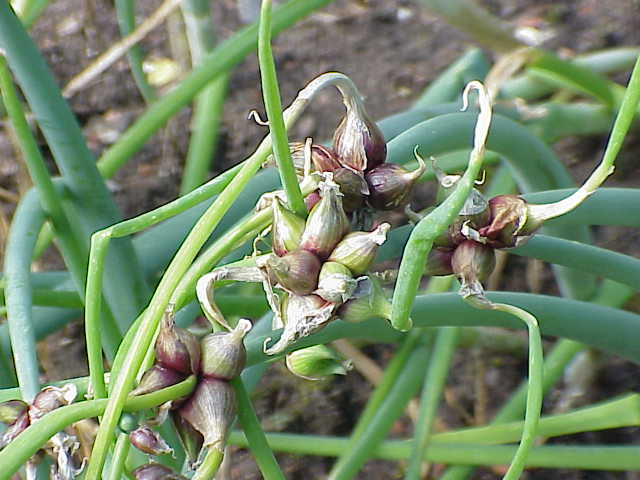
蔥的鱗莖

變態莖（英語：Modified stems）基本是指植物中莖的一種分類，因為生長環境而演變出有具有莖的基本功能，但是其生長型態有異於一般的莖就稱為變態莖，屬於植物的營養器官的一種。通常莖具備有支撐以及輸送或儲藏養分的功能，部份也有能行光合作用的莖，呈直立式支撐著整株植物，大多數都是植物的主幹。但是有些型態不同的，例如常見的馬鈴薯就屬於塊莖，是屬於塊莖等；這些都是屬於「變態莖」。換句話說，植物的莖經過演化，改變了一般正常莖的型態，這些都算是變態莖。

## 概要

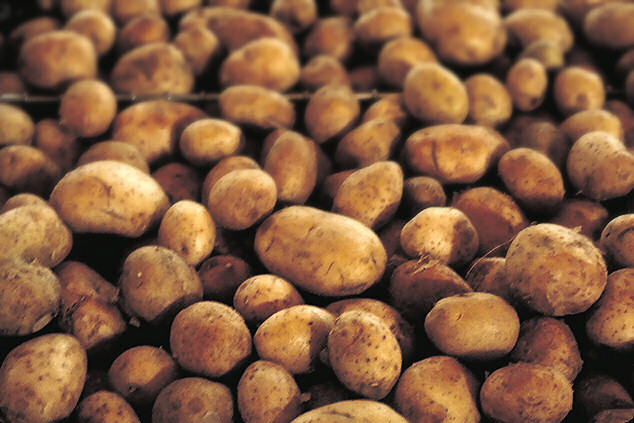
屬於塊莖的馬鈴薯

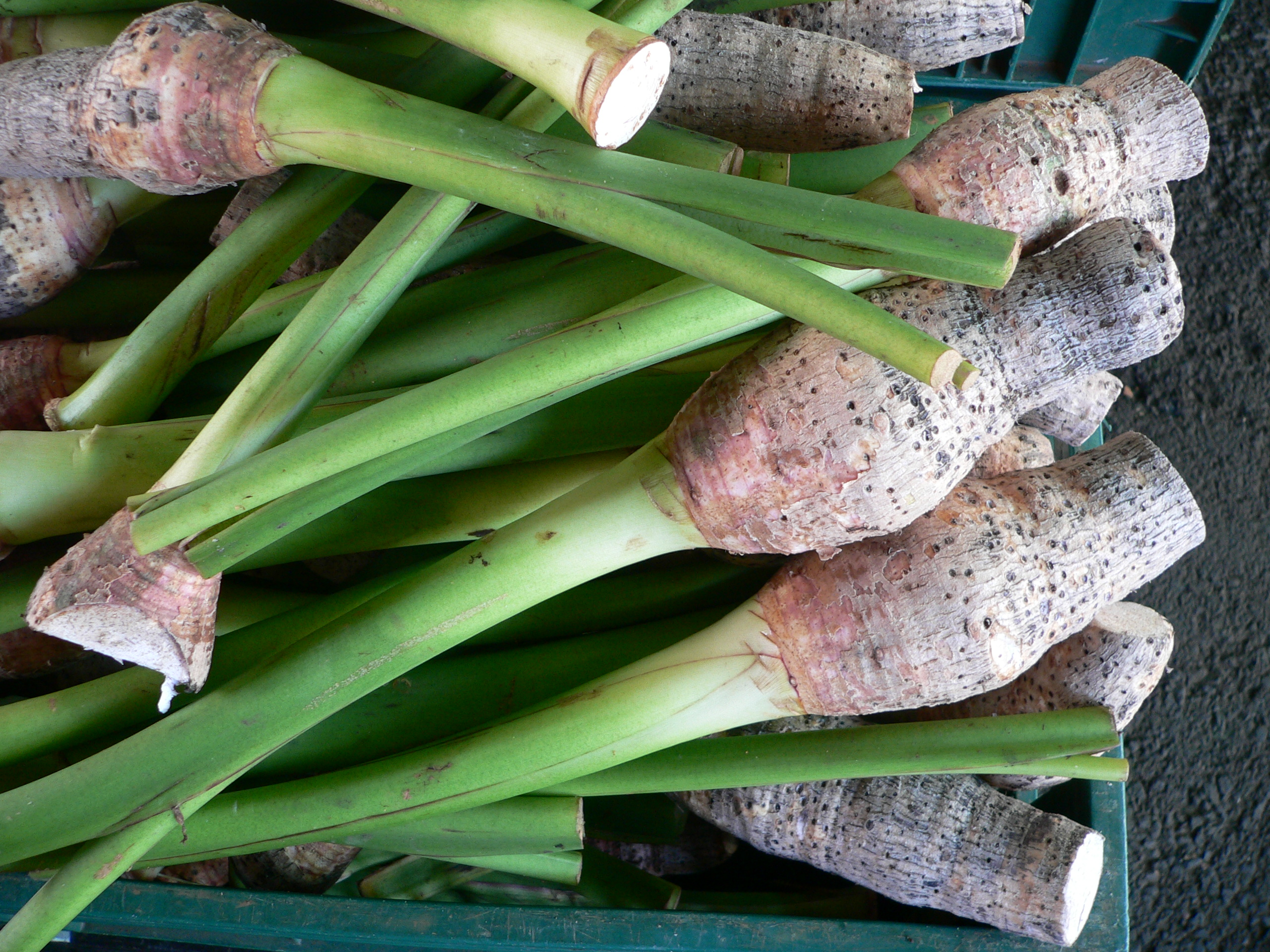
屬於球莖的芋

一般比較為人所知的多細胞陸地植物是屬於有胚植物，其中包括有根、莖、葉等器官的植物，屬於維管植物。由於長久以來環境上的影響，有些部份會產生演化。植物的某些器官因為對環境的適應而擁有的變化，就稱為變態。而變態莖就是指植物的莖產生了變態，大致上可分為「發達」以及「退化」兩大類。不過無論是如何的改變了狀態，都還是能保有原本莖的特徵。
依據莖的演化狀況的不同，變態莖可以分為地面下與地面上等兩個類別。地面下的莖統稱為地下莖，像是塊莖、球莖、鱗莖與根狀莖等都是屬於此類。地面上的莖統稱為地上莖，例如莖刺、葉狀莖、肉質莖、攀緣莖等。

### 分辨
這類已經產生了演化過程的莖有時候看起來不像莖，尤其是地下莖的部份，常常都會被誤認為是根。其實如上述一樣，莖即使變成看起來不像莖，但是還是有其屬於莖的形態與功能。舉例來說，我們一般常見的胡蘿蔔就不屬於莖，而是屬於「塊根」。馬鈴薯它屬於塊莖，並不是根。
在一般正常的情況之下，莖的特性在於莖上方固定的地方會長出葉子、葉腋會長出芽、葉與芽之間的地方稱為節、節與節之間的部分稱為節間、有氣孔或是皮孔等。這些是根所沒有的型態，所以蕃薯上長有根毛，不會直接長出葉子或開花，是屬於根的特性。而馬鈴薯會長芽和鱗葉，這都是屬於莖的特質，所以它是屬於變態莖中的塊莖。

## 種類

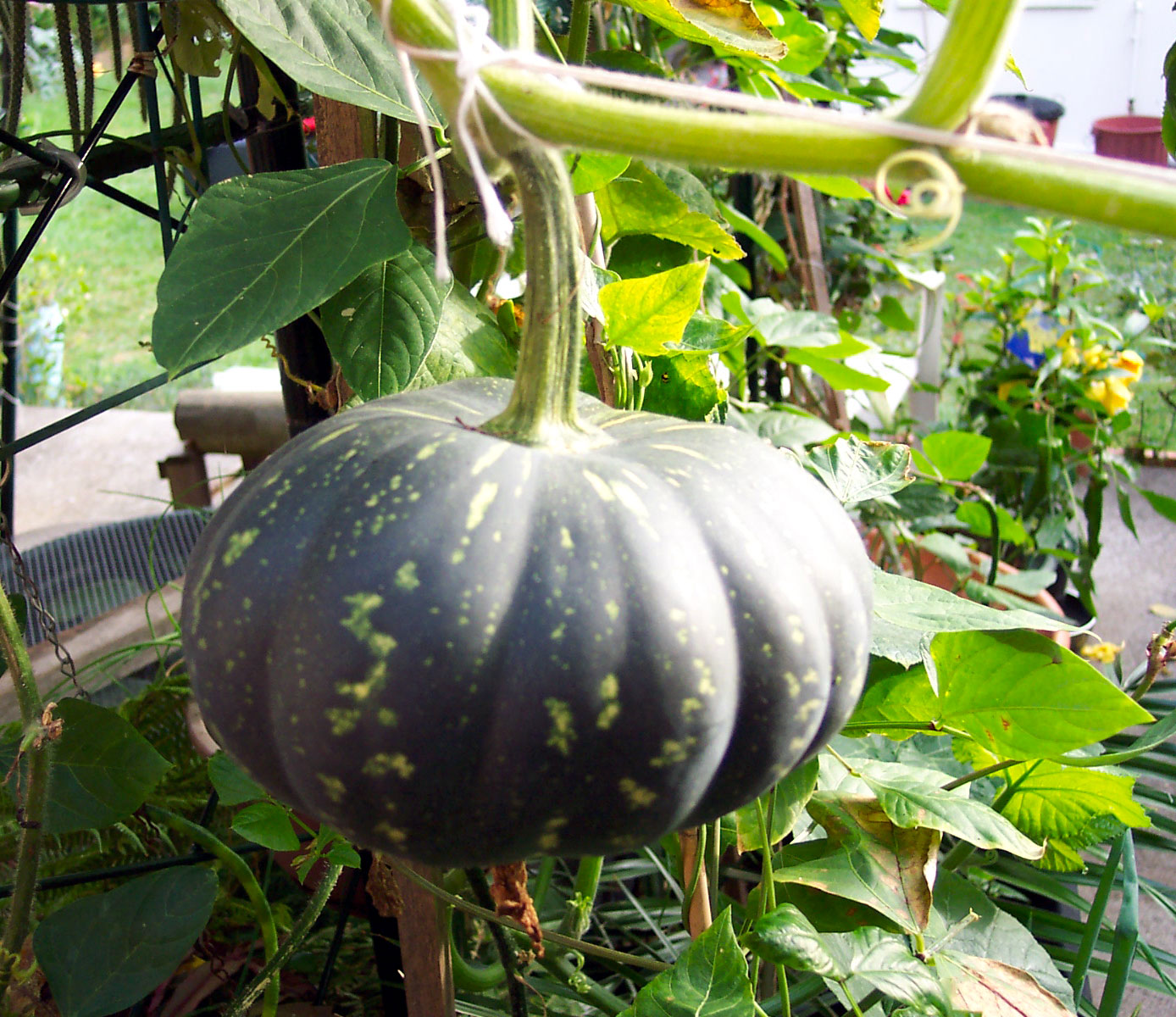
南瓜的鬚莖是屬於變態莖

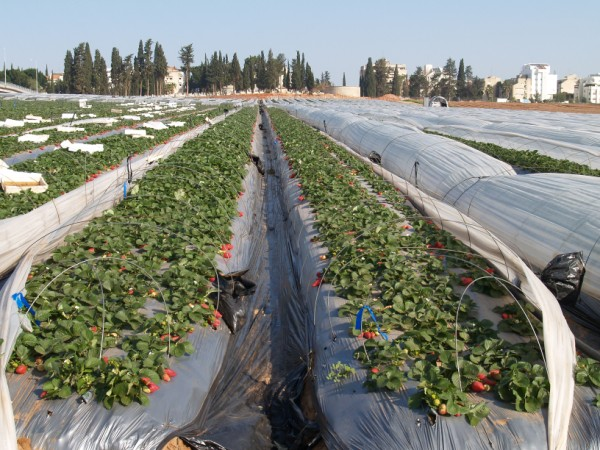
草莓有攀爬在地的匍匐莖

變態莖的常見的種類大致可以分為以下數種，由於並沒有統一的特殊名稱，所以多以其型態的狀況來述說種類。
- 塊莖 ()，短而肥大且具有薄壁組織的莖，可以儲存豐富的養分，有些還含有對人體有害的毒素，例如：馬鈴薯等。
- 球莖 ()，部份會膨脹成圓球型或橢圓形，節與節之間比較明顯，例如：芋、慈菇與荸薺等。
- 鱗莖 ()，盤狀型而且較短，其上方生出肉厚有如鱗片般的鱗葉，例如：水仙、洋蔥、大蒜、韮蔥、青蔥等。
- 根莖 ()，顧名思義是型態像一般的根，節與節之間也非常明顯。竹就有這種莖，稱為竹鞭；蓮的根莖就是蓮藕，以及生薑也是屬於此類的變態莖。
- 莖刺，又稱針莖，主要變態的地方是芽，會成針刺狀，維管組織相連。例如玫瑰、柚子皂等。
- 葉狀莖，有明顯的節以及節間，扁扁的狀態酷似葉片，而原本的葉已退化。例如竹節蓼、天門冬等。
- 肉質莖，綠色，能行光合作用，薄壁較一般發達，有貯藏水分的功能。其直接長出的葉片已退化或是成針葉狀，適合生長於乾旱地帶，例如仙人掌、火龍果等。
- 攀緣莖，又稱纏繞莖、鬚莖，屬於攀緣植物一類，主要是由枝所演化的變態莖。這類莖必須攀附在其他的物體上纏繞生長，例如葡萄、黃瓜、南瓜與長春藤等。
- 匍匐莖，柔軟而無法直立，利用攀爬生長於地上的莖，一般常見的植物有甘藷、草莓、西瓜等。